# Rajd Elmot 2001
Rajd Elmot 2001 – 15. edycja Rajdu Elmot. Był to rajd samochodowy rozgrywany od 20 do 22 kwietnia 2001 roku. Była to druga runda Rajdowych Samochodowych Mistrzostw Polski w roku 2001. Rajd składał się z dziewiętnastu odcinków specjalnych. 

## Wyniki końcowe rajdu[1]
| Miejsce | Kierowca            | Pilot              | Samochód                  | Czas      | Strata   | Grupa Klasa |
| ------- | ------------------- | ------------------ | ------------------------- | --------- | -------- | ----------- |
| 1       | Janusz Kulig        | Jarosław Baran     | Ford Focus WRC RS '00     | 2:00:07.9 | -        | A8          |
| 2       | Leszek Kuzaj        | Andrzej Górski     | Toyota Corolla WRC        | 2:02:16.6 | +2:08.7  | A8          |
| 3       | Krzysztof Hołowczyc | Maciej Wisławski   | Peugeot 206 WRC           | 2:05:10.4 | +5:02.5  | A8          |
| 4       | Sebastian Frycz     | Maciej Wodniak     | Mitsubishi Lancer Evo V   | 2:08:25.1 | +8:17.2  | N4          |
| 5       | Paweł Dytko         | Tomasz Dytko       | Mitsubishi Lancer Evo VI  | 2:08:46.1 | +8:38.2  | N4          |
| 6       | Tomasz Kuchar       | Maciej Szczepaniak | Toyota Corolla WRC        | 2:09:25.1 | +9:17.2  | A8          |
| 7       | Michał Bębenek      | Grzegorz Bębenek   | Mitsubishi Lancer Evo VI  | 2:09:59.7 | +9:51.8  | N4          |
| 8       | Marcin Turski       | Dariusz Burkat     | Mitsubishi Lancer Evo VI  | 2:10:56.1 | +10:48.2 | N4          |
| 9       | Damian Gielata      | Maciej Baran       | Mitsubishi Lancer Evo VI  | 2:14:26.9 | +14:19.0 | N4          |
| 10      | Mariusz Stec        | Piotr Ruciński     | Mitsubishi Lancer Evo III | 2:17:03.9 | +16:56.0 | N4          |